# Cirrhilabrus apterygia
Cirrhilabrus apterygia là một loài cá biển thuộc chi Cirrhilabrus trong họ Cá bàng chài. Loài cá này được mô tả lần đầu tiên vào năm 1983.

## Phân loại học
C. apterygia là một loài đặc biệt nhất của họ bàng chài bởi loài này không có vây bụng và khung chậu, chính vì vậy mà tác giả Gerald R. Allen đã lập hẳn một chi mới là Conniella để xếp loài này vào. Những bằng chứng về phát sinh chủng loại phân tử gần đây cho thấy, Conniella trùng khớp hoàn toàn với Cirrhilabrus, cũng như có những điểm chung về mặt hình thái và định lượng ngư học. Vì vậy, loài này đã được công nhận với danh pháp mới là Cirrhilabrus apterygia.
C. apterygia là một thành viên trong phức hợp loài Cirrhilabrus jordani, cùng với các loài Cirrhilabrus shutmani, Cirrhilabrus rubrisquamis, Cirrhilabrus earlei, Cirrhilabrus lanceolatus, Cirrhilabrus roseafascia, Cirrhilabrus sanguineus, Cirrhilabrus blatteus, Cirrhilabrus claire và Cirrhilabrus wakanda.

## Từ nguyên
Từ định danh cũ của chi, conniella, được theo tên của Connie Lagos, vợ của tác giả Allen, người đầu tiên mô tả loài cá này (hậu tố –ella dùng để chỉ tính nữ).
Tính từ định danh chỉ loài, apterygia, được ghép bởi hai âm tiết trong tiếng Hy Lạp cổ đại, a (tiền tố phủ định) và pterygia (vây, cánh), hàm ý đề cập đến việc thiếu vây bụng ở loài cá này.

## Phạm vi phân bố và môi trường sống
C. apterygia là một loài đặc hữu của Úc, chủ yếu được tìm thấy ở các đảo san hô ngoài khơi Tây Úc, bao gồm bãi cạn Rowley, rạn san hô Scott và Seringapatam và rạn san hô Ashmore.
C. apterygia sinh sống gần những rạn san hô trên nền đá vụn được phủ tảo ở độ sâu phổ biến trong khoảng 20–60 m, nhưng loài này cũng đã được quan sát ở độ sâu đến 140 m.

## Loài nguy cấp
Môi trường sống của C. apterygia đang bị đe dọa bởi các hoạt động thăm dò và khai thác dầu khí ở ngoài khơi Tây Úc. Vì vậy, C. apterygia được xếp vào danh sách Loài sắp nguy cấp theo IUCN.

## Mô tả
Chiều dài cơ thể tối đa được ghi nhận ở C. apterygia là 9 cm. Cá cái có kiểu màu khá giống với cá đực nhưng các sọc trên cơ thể không có độ tươi như cá đực, thân có màu hồng nhạt, vây đuôi thì bo tròn hoặc có dạng hình thoi.
Cá đực có đầu màu đỏ cam hơi phớt tím, nhưng vùng dưới hốc mắt có màu trắng. Má có một sọc ngắn màu tía. Nắp mang có vệt màu đỏ. Thân màu vàng nhạt, trắng dần về phía bụng, Hai bên thân có khoảng 10 sọc ngang màu tía. Vây lưng và vây hậu môn trong mờ, màu đỏ với một dải sọc vàng gần rìa, dải xanh lam mỏng hơn viền lấy rìa. Vây đuôi dài, hình mũi giáo, có màu hồng tím hoặc hơi vàng với một cặp sọc chữ V ở rìa sau, lốm đốm các vệt sọc xanh lam. Vây ngực trong mờ, màu hồng.
Số gai ở vây lưng: 11; Số tia vây ở vây lưng: 9; Số gai ở vây hậu môn: 3; Số tia vây ở vây hậu môn: 9; Số tia vây ở vây ngực: 15; Số gai ở vây bụng: 1; Số tia vây ở vây bụng: 5.

## Sinh thái học
C. apterygia sống theo nhóm và có thể lẫn vào đàn của những loài cá khác.